# Marcin Krzywoszyński
Marcin Krzywoszyński (ur. 11 listopada 1950 w Lucimiu) – generał dywizji Wojska Polskiego w stanie spoczynku.

## Życiorys
Marcin Krzywoszyński urodził się 11 listopada 1950 w Lucimiu koło Bydgoszczy. We wrześniu 1970 rozpoczął naukę w Wyższej Szkole Oficerskiej Służb Kwatermistrzowskich w Poznaniu. Był słuchaczem – podchorążym do sierpnia 1974, jako prymus promowany na podporucznika przez gen. armii Wojciecha Jaruzelskiego. Służbę zawodową rozpoczął jako kierownik sekcji finansowej – szefa zaopatrzenia finansowego w 10 Pułku Samochodowym w Warszawie. W 1976 ukończył Akademię Ekonomiczną w Poznaniu na Wydziale Ekonomiki Produkcji.
W marcu 1976 rozpoczął służbę w Departamencie Finansów Ministerstwa Obrony Narodowej, przechodząc wszystkie szczeble stanowisk do dyrektora departamentu włącznie, w tym oficera Oddziału Gospodarki Finansowej i Informatyki, od września 1980 starszego oficera tego oddziału, w okresie 1988 do 1990 szefa Oddziału Gospodarki i Rachunkowości, następnie jako szef Oddziału Budżetu i Rozliczeń. W latach od 1991 do 1994 był na stanowisko zastępcy szefa Departamentu Finansowego, a od 1994 objął funkcję zastępcy Departamentu Finansowego. W 1996 powierzono mu stanowisko dyrektora Departamentu Polityki Budżetowej Ministerstwa Obrony Narodowej, następnie objął funkcję dyrektora Departamentu Budżetowego. Był na tych stanowiskach współautorem nowatorskich rozwiązań systemu uposażeń i emerytalno-rentowego żołnierzy zawodowych, programów modernizacji i przebudowy sił zbrojnych.
15 sierpnia 1999 r. podczas uroczystości z okazji Święta Wojska Polskiego na dziedzińcu Belwederu został awansowany na stopień generała brygady. Akt mianowania odebrał z rąk prezydenta Rzeczypospolitej Polskiej Aleksandra Kwaśniewskiego, a 15 sierpnia 2004 był awansowany na stopień generała dywizji przez prezydenta Rzeczypospolitej Polskiej Aleksandra Kwaśniewskiego. 31 stycznia 2006 zakończył służbę na stanowisku dyrektora Departamentu Budżetowego MON. 15 sierpnia 2006 został uhonorowany listem przez prezydenta RP Lecha Kaczyńskiego w związku z zakończeniem służby wojskowej.

## Awanse[1]
- podporucznik – 1974
- porucznik – 1977
- kapitan – 1980
- major – 1984
- podpułkownik – 1988
- pułkownik – 1991
- generał brygady – 1999
- generał dywizji – 2004[8]

## Ordery, odznaczenia i wyróżnienia[1]
- Krzyż Kawalerski Orderu Odrodzenia Polski
- Złoty Krzyż Zasługi